# Nanoq Media
Nanoq Media ist ein grönländisches Medien- und Telekommunikationsunternehmen mit Sitz in Nuuk.

## Geschichte
Nanoq Media ist offiziell ein Verein, der 1966 zwecks der Einführung des Fernsehens in Grönland von Ole Winstedt gegründet worden war (siehe auch Kalaallit Nunaata Radioa#Die Anfänge des grönländischen Fernsehwesens). 1970 wurde der Verein in Godthåb TV umgewandelt. Der Name wurde später zu Nuuk TV. 2002 begann das Unternehmen als eines der ersten Unternehmen weltweit mit der verschlüsselten terrestrischen Verbreitung eines eigenen gleichnamigen Fernsehkanals. Im August 2013 war Nuuk TV an der Gründung des Lokalrundfunkverbandes Nunatsinni Tusagassiuutilerisut Kattuffiat (NTK) beteiligt. Seit 2017 werden auch Internet-Abonnements verkauft. Im selben Jahr wurde der Name in Nanoq Media (grönländisch nanoq „Eisbär“) geändert. Ebenfalls 2017 wurde das Nachrichtenprogramm Nanoq News aus finanziellen Gründen eingestellt.

## Angebot
Nanoq Media verkauft Fernsehabonnements, mit denen vor allem dänische, aber auch andere nordische sowie US-amerikanische Fernsehsender in Grönland empfangen werden können. Nanoq Media hat seinen eigenen Fernsehkanal Nanoq TV sowie seit 2016 auch den Radiosender Nanoq FM. Daneben werden Werbeanzeigen verkauft und Fernsehproduktionen geschaffen.